# 別別希
50°13′38″N 24°54′30″E / 50.22722°N 24.90833°E
別別希（烏克蘭語：Бебехи），是烏克蘭西部的村莊，隸屬利維夫州的舍普季茨基區。該村面積0.35平方公里，海拔高度212米，2001年人口56，人口密度每平方公里159.09人。